# Fergie
Stacy Ann Ferguson, művésznevén Fergie (Hacienda Heights, Kalifornia, 1975. március 27. –) nyolcszoros Grammy-díjas amerikai énekesnő, dalszövegíró, divattervező, modell és színésznő. Az 1990-es években szerepelt egy amerikai televíziós gyermeksorozatban a Kids Incorporatedben és tagja volt a Wild Orchid nevű lánybandának, akikkel többször felléptek a Great Pretenders című televíziós műsorban. 2003 és 2017 között a Black Eyed Peas hiphopegyüttes énekesnője. 2006 szeptemberében jelent meg első szólóalbuma The Dutchess címmel. Az albumról 5 kislemez került fel az amerikai Billboard Hot 100 slágerlista első 5 helyezettjébe, melyek közül hárommal (London Bridge, Glamorous, Big Girls Don't Cry) vezetni is tudta.

## Biográfia

### Gyermekkor
Fergie a kaliforniai Hacienda Heightsban született Terri Jackson és Patrick Ferguson legidősebb gyermekeként. Van egy húga is, Dana, aki színésznő. A szülei ír, skót, mexikói és indián származásúak. Mivel szülei katolikus iskolában voltak tanárok, szigorú római-katolikus nevelést kapott a külvárosban. Először a Mesa Robles Általános Iskolába járt, majd a Glen A. Wilson Középiskolában végezte el középiskolás tanulmányait. A tánciskola mellett, édesanyja talált neki egy korának és hangjának is megfelelő munkát: ő volt a Peanuts című rajzfilm egyik szereplőjének, Sally Brownnak a hangja. 1984-től 1989-ig többször is fellépett a Kids Incorporated című televíziós műsorban. Az iskolában mindig is színjeles tanuló volt, betűző versenyt is nyert és cheerleader is volt.

### Színészi karrier
Gyermekszínészként Fergie többször szerepelt a Kids Incorporated című műsorban, ahol sorozatbeli nővérét Renee Sands alakította, akivel később tagjai voltak a Wild Orchid nevű lánybandának. A műsorban többször énekelt, egyszer elénekelte Whitney Houstontól a One Moment In Time című dalt is. Fergie 2 Charlie Brown rajzfilmben volt Sally Brown hangja: a It's Flashbeagle, Charlie Brownban (1984) és a Snoopy's Getting Married, Charlie Brownban (1985). 1994-ben egy alkalommal az Egy rém rendes család című sorozatban is szerepelt (a Délben vagy később című részben).
2003-ban Fergie egy alkalommal ismét a hangját kölcsönözte egy rajzfilmkarakternek a Nickelodeon egyik rajzfilmsorozatában a Rocket Powerben. 2005-ben ő játszotta volna a Revolution Studios egyik filmjében A ködben Stevie Wayne, szerepét de a későbbi konfliktusok miatt ez a szerep nem valósult meg. Végül Selma Blair játszotta el a karaktert.
2006-ban Wolfgang Peterson Poseidon című filmjében szerepelt. A filmnek két főcímdalát jegyzi, valamint az Auld Lang Syne című klasszikust.
2007-ben a Grindhouse című film kapott szerepet.
2009 decemberétől Rob Marshall, a 6 Oscar-díjjal kitüntetett Chicago rendezőjének új filmjében, a Nine című musicalben láthatjuk. A film egy sikeres Broadway-darab feldolgozása. Fergie Daniel Day-Lewis, Judi Dench, Nicole Kidman, Penélope Cruz és Sophia Loren mellett kapott szerepet. A filmben Fergie az olasz filmrendező, Gudio Contini szajháját, Saraghinát játssza. Az ő előadásában hangzik el a "Be italian" című dal is. Az első kritikák pozitív véleménnyel vannak Fergie alakításáról.

### Magánélet
Fergie 2004-ben találkozott először Josh Duhamel színésszel, amikor ő és a Black Eyed Peas szerepeltek a Las Vegas című televíziós sorozat egyik részében. 2007 óta együtt élnek a kaliforniai Brentwoodban és 2009 január 10-én házasodtak össze.

## Zenei karrier

### Wild Orchid (1992–2002)
Fergie először egy 3 tagú lánybanda a Wild Orchid tagja volt. Az együttes másik két tagja Stefanie Ridel és a Kids Incorporatedből megismert Renee Sands voltak. A Wild Orchidnak két albuma jelent meg, de amikor a lányok kiadója megtagadta, hogy kiadják harmadik albumukat Fergie 2001-ben kilépett az együttesből. A Wild Orchid felbomlott.

### Siker a The Black Eyed Peas-zel és The Dutchess (2003–2008)

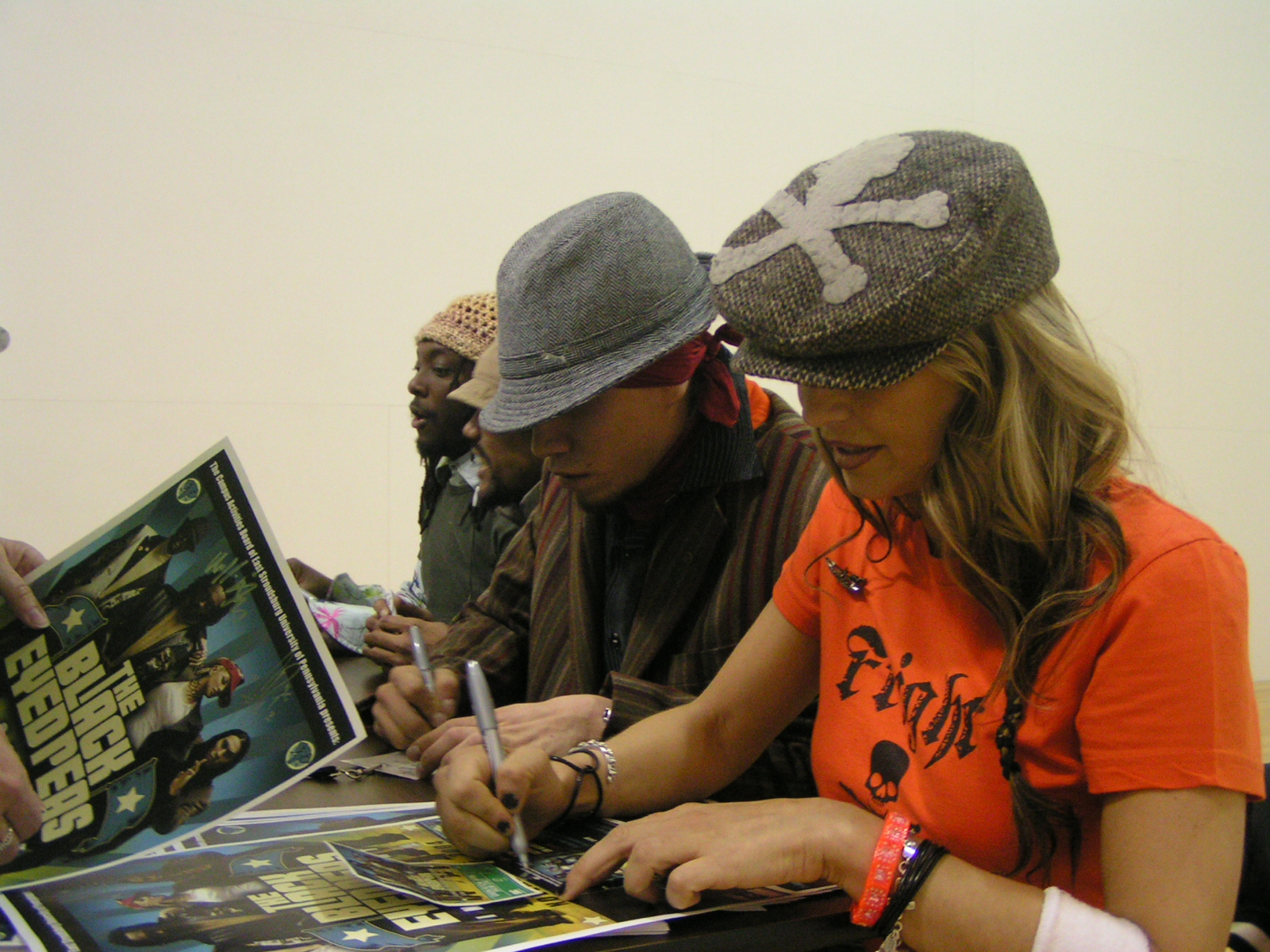
Fergie autogramokat ír alá 2004-ben.

2003-ban, miután az együttes előző énekesnője Kim Hill kilépett a bandából, Fergie részt vett a Black Eyed Peas harmadik albumának felvételein, ahol a banda frontembere, Will.i.am arra kérte Fergiet, hogy ő énekeljen a Shut Up című dalukban. Az együttes tagjainak megtetszett Fergie hangja, ezért bevették őt is a bandába és felvettek vele még öt dalt.
Két sikeres album után Fergievel a Black Eyed Peas világszerte ismert együttes lett. Fergievel két sikeres albumot készítettek el: az Elephunk (2-szeres platinalemez az USA-ban) és a Monkey Business (4-szeres platinalemez az USA-ban)
Két sikeres Black Eyed Peas album után, Fergie elkezdte szólókarrierjének felépítését.

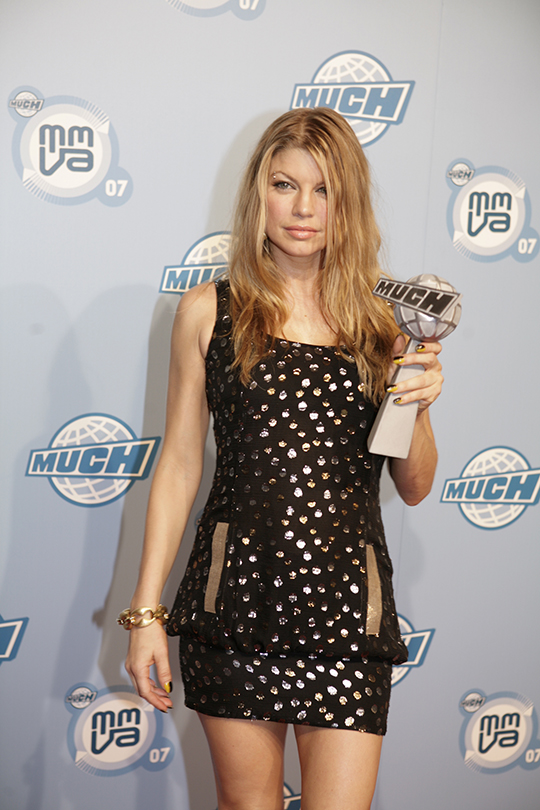
Ferguson a 2007-es MuchMusic Video Awardson, 2007. június 17-én.

2006. szeptember 19-én jelent meg első szólóalbuma, The Dutchess címmel.
A The Dutchess dalai műfajukban a pop és az RnB keverékei. Az albumról hat kislemez jelent meg: a London Bridge, a Fergalicious, a Glamorous, a Big Girls Don't Cry, a Clumsy és a Finally című dalokból. Az album legsikeresebb száma a Big Girls Don't Cry lett, szinte minden nemzetközi slágerlistát vezetett. Az album első öt kislemeze kivétel nélkül bekerült a top5-be az amerikai Billboard Hot 100 slágerlistán melyek közül hárommal (London Bridge, Glamorous, Big Girls Don't Cry) vezetni is tudta.
Az album és a kislemezek népszerűsítése mellett, Fergie 2007. július 1-jén fellépett a Wembley Stadionban Diana hercegnő emlékkoncertjén, ahol elénekelte a Glamorous-t és a Big Girls Don't Cry-t. A koncerten megjelentek Diana hercegnő fiai Vilmos és Harry herceg. A koncertről DVD is készült, amely 2007. november 5-én jelent meg.
2007. november 18-án Fergie az American Music Awards-on megnyerte a kedvenc női Pop/Rock előadó díját. Big Girls Don't Cry-ért Grammy díjra is jelölték a Legjobb női Pop előadás kategóriában, de azt a díjat később Amy Winehouse kapta meg. 2007 decemberében a Blender magazin megválasztotta az év nőjének.
2008-ban Fergie fellépett a Idol Gives Back-en, ahol a Heart együttessel előadta a Barracuda című dalukat.
2008-ban Fergie énekelte a Szex és New York című film betétdalát, a Labels or Love-t, amelyből kislemez is készült.
2008-ban Kumi Koda japán énekesnő kérte fel egy közös dal erejéig, mely a That Ain't Cool címet kapta és Kumi Moon című albumán található. A kislemez második lett a japán Oricon Weekly Single Chartson.
2008-ban Michael Jackson Thriller című albumának 25. évfordulóján kiadták a Thriller 25 című albumot, amelyen mai előadókkal újra feldolgozzák az album dalai. Az albumon Michael Jackson Fergivel énekli el újra a Beat It-et.
2008. december 31-én több újévi bulin is fellépett a nevadai Las Vegasban, többek között a The Venetian és a The Palazzo kaszinókban.

### További siker a The Black Eyed Peas-zel (2009–2011)

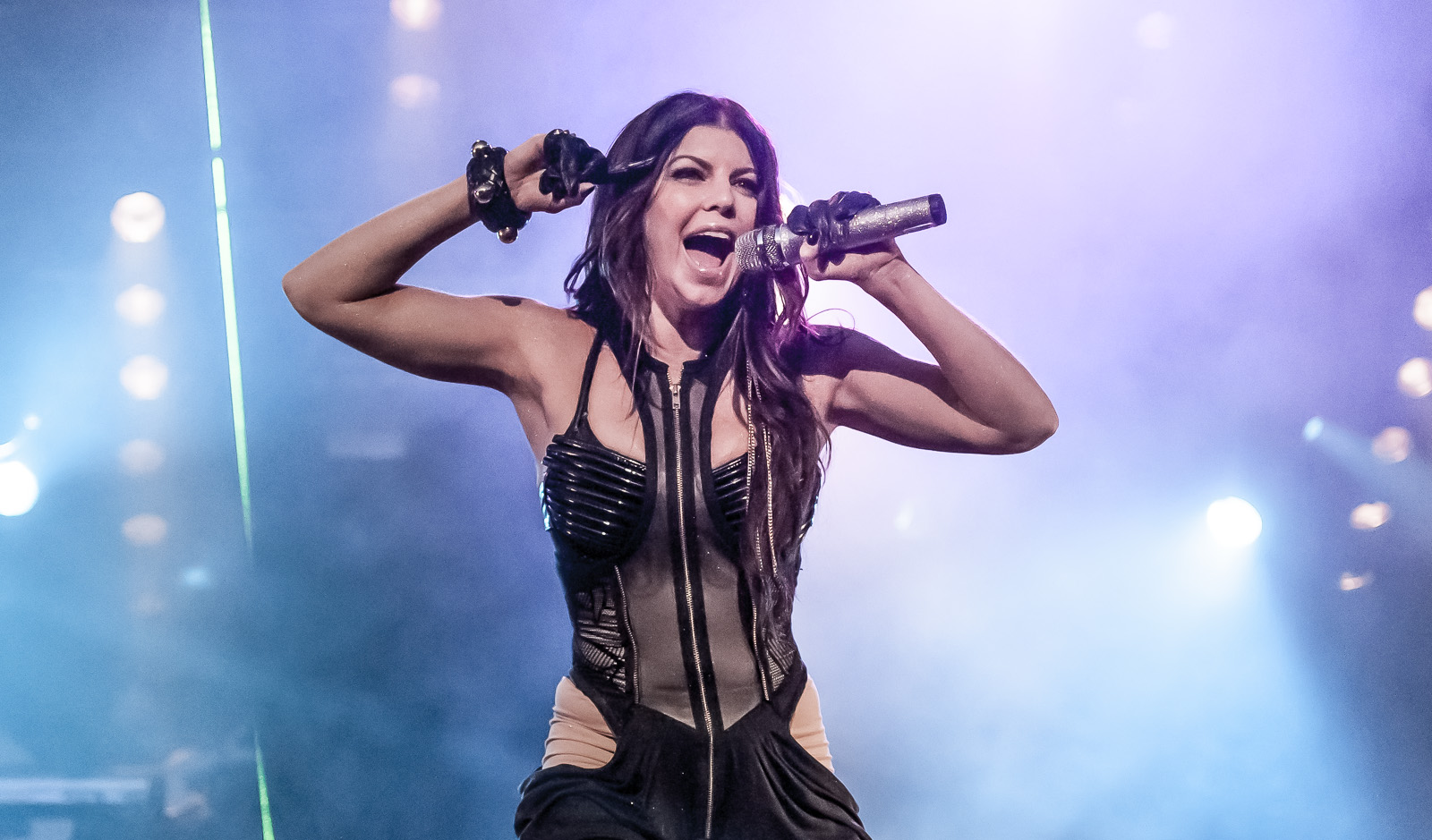
Ferguson a The E.N.D World Touron, 2009-ben.

A The Black Eyed Peas 2009 márciusában adta ki ötödik stúdióalbumuk, a The E.N.D. első kislemezét, a Boom Boom Pow-ot. Az USA-ban a dal első helyezést ért el. Az album második kislemeze az I Gotta Feeling lett, ami még nagyobb siker lett. 14 hétig vezette a Billboard Hot 100-as listát. Ezeket követte egy harmadik kislemez is, ami a Meet Me Halfway lett. A Meet Me Halfway hetedik helyen nyitott a Billboard Hot 100-on. Ezt követte az Imma Be, ami 2 hétig vezette a Billboard Hot 100-at. Az utolsó kislemez, a Rock That Body kilencedik helyen nyitott.
Fergie kiadta első parfümjét, az Outspoken-t 2010 májusában. A parfümöt az Avon jelentette meg. 
Ezt követte szintén az Avon által megjelentetett Outspoken Intense 2011-ben, majd a Viva 2012-ben, végül az Outspoken Fresh 2013-ban. A The Black Eyed Peas hatodik stúdióalbuma, a The Beginning 2010. november 30-án jött ki és ez a negyedik, amin már Fergie is közreműködött. Az album első kislemeze, a The Time (Dirty Bit) több országban első helyezést ért el. Az album második kislemeze, a Just Can't Get Enough szintén első helyezést ért el különböző országokban. A harmadik kislemez a Don't Stop the Party lett. 2011. szeptember 3-án a banda fellépett Minot-ban, Észak-Dakotában, hogy az abból befolyó pénzt a 2011-ben, a Souris folyó áradásában kárt szenvedő 12 ezer embernek adják. Szeptember 22-én Fergie meglátogatta a Madame Tussauds panoptikumát, a viasz figurájának debütálása miatt. A viasz figura Las Vegas-ban, Nevada-ban van.

### Double Dutchess (2012–)

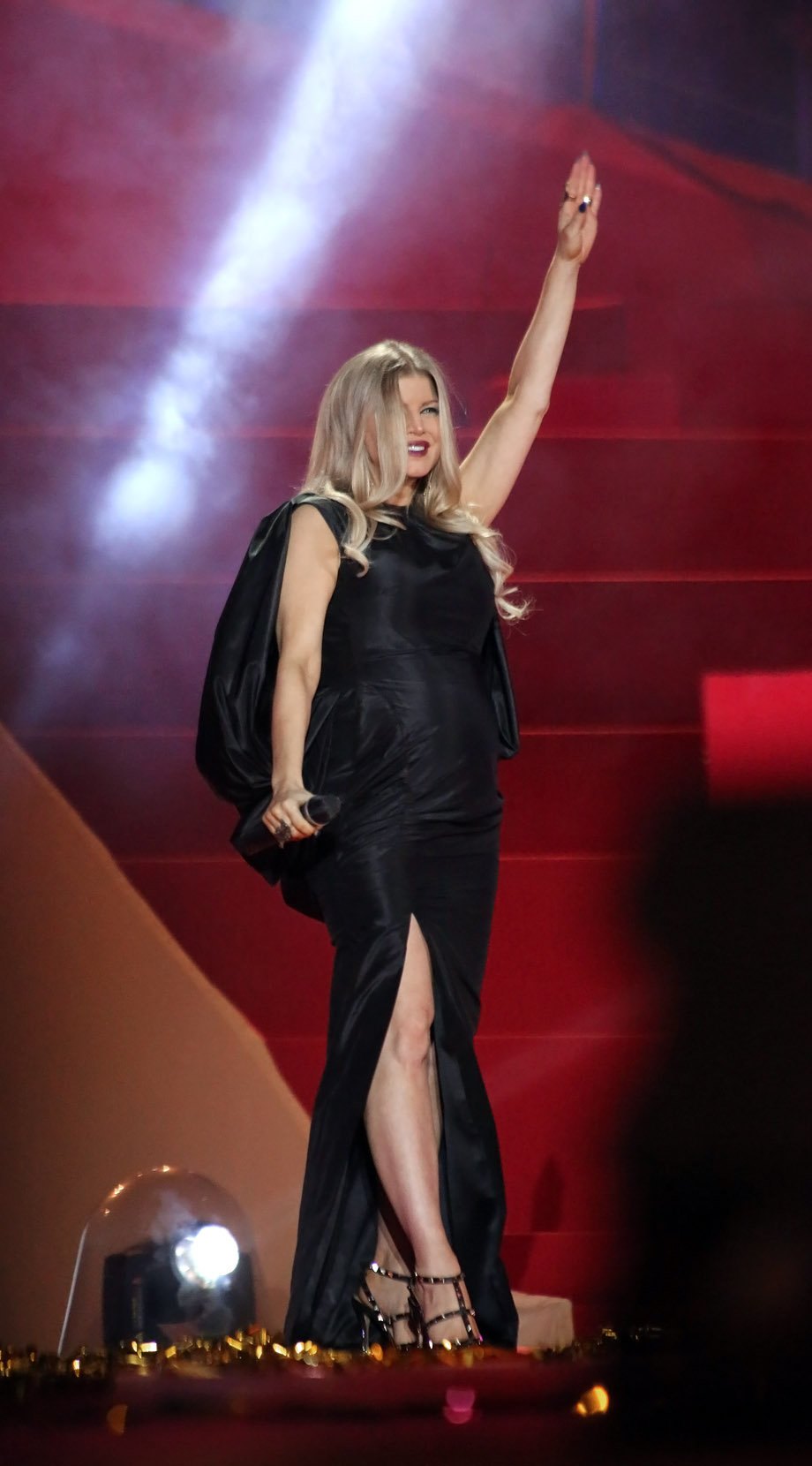
Ferguson a 2013-as Life Ballon, Bécsben.

2012 decemberében Fergie megerősítette, hogy elkezdett dolgozni második stúdióalbumán. 2013-ban törvényesen is megváltoztatta a nevét Fergie Duhamel-re, miután felvette férje Josh Duhamel családnevét. Ettől még zenei karrierjében továbbra is Fergie maradt a neve, ahogyan eddig is ismerték őt.
2014. január 6-án újra meg lett erősítve, hogy Fergie dolgozik második stúdióalbumán. Egy Ryan Seacrest-tel készült interjúban azt is megerősítette, hogy will.i.am produceri munkákat lát el és az új lemezét az Interscope Records fogja kiadni. 2014. szeptemberében bejelentették, hogy Fergie új albuma valamikor 2015-ben fog érkezni. Később az is meg lett erősítve, hogy Mike Will Made It is közreműködött a lemezen. 2014. szeptember 30-án új kislemezt adott ki L.A. Love (La La) címmel. A dal 97. helyen debütált a Billboard Hot 100 listáján és a 27. helyig jutott. 2015. júniusában Fergie bejelentette, hogy már az utolsó simitásokat végzi második albumán.  A hivatalos megjelenés 2016-ban várható. 2016. június 9-én megjelent új száma, a Hungry videóklipjének első betekintője, ezt követte még egy június 23-án. 2016. július 1-jén megjelent a Double Dutchess első kislemeze, a "Milf Money" (másképpen M.I.L.F. $). 2016. november 11-én megjelent a Double Dutchess második kislemeze, a Life Goes On.
Egy Facebookos Q&A-ben Fergie megerősítette, hogy várhatóan 2017 elején jelenik meg második nagylemeze.

## Filmográfia

### Film
| Év   | Magyar cím                 | Eredeti cím                                 | Szerep                  | Magyar hang  |
| ---- | -------------------------- | ------------------------------------------- | ----------------------- | ------------ |
| 1986 |                            | Monster in the Closet                       | Lucy                    |              |
| 2000 |                            | The Gentleman Bandit                        | Zeke barátnője          |              |
| 2005 | Csak lazán!                | Be Cool                                     | önmaga                  |              |
| 2006 | Poseidon                   | Poseidon                                    | Gloria                  | Kéri Kitty   |
| 2007 | Grindhouse – Terrorbolygó  | Planet Terror                               | Tammy Visan             | Csondor Kata |
| 2008 | Madagaszkár 2.             | Madagascar: Escape 2 Africa                 | víziló barátnő (hangja) |              |
| 2009 | Arthur: Maltazár bosszúja  | Arthur and the Revenge of Maltazard         | Replay (hangja)         |              |
| 2009 | Kilenc                     | Nine                                        | Saraghina               |              |
| 2010 | Marmaduke – A kutyakomédia | Marmaduke                                   | Jezebel (hangja)        | Peller Anna  |
| 2011 |                            | Steve Jobs: One Last Thing (dokumentumfilm) | önmaga                  |              |
| 2017 |                            | Double Dutchess: Seeing Double              | Fenix / önmaga          |              |

### Televízió
| Év        | Cím                                     | Szerep            | Megjegyzés                             |
| --------- | --------------------------------------- | ----------------- | -------------------------------------- |
| 1984-1989 | Kids Incorporated                       | Stacy             | Főszerep (1-6. évad)                   |
| 1984      | It's Flashbeagle, Charlie Brown         | Sally Brown       | Szinkronhang. Televíziós film.         |
| 1985      | Snoopy's Getting Married, Charlie Brown | Sally Brown       | Szinkronhang. Televíziós film.         |
| 1985-1986 | The Charlie Brown and Snoopy Show       | Sally Brown/Patty | Szinkronhang.                          |
| 1986      | Mr. Belvedere                           | Beth              | "Valentine's Day" (2. évad 18. epizód) |

## Elismerések és díjak
| Év   | Esemény                           | Díj                                                              | Eredmény |
| ---- | --------------------------------- | ---------------------------------------------------------------- | -------- |
| 2007 | MTV Australian Video Music Awards | A legszexibb videó: Fergalicious                                 | Megnyert |
| 2007 | MuchMusic Video Awards            | Legjobb nemzetközi előadó videója: "Fergalicious"                | Megnyert |
| 2007 | MuchMusic Video Awards            | Közönségdíj: Legjobb nemzetközi előadó: "Fergalicious"           | Jelölés  |
| 2007 | Teen Choice Awards                | Legjobb női előadó                                               | Megnyert |
| 2007 | MTV Video Music Awards            | Legjobb női előadó                                               | Megnyert |
| 2007 | Los Premios MTV Latinoamérica     | Mejor Artista Nuevo Internacional (Legjobb új nemzetközi előadó) | Megnyert |
| 2007 | World Music Awards                | Legtöbb lemezt eladó R&B előadó                                  | Jelölés  |
| 2007 | World Music Awards                | Legtöbb lemezt eladó új előadó                                   | Megnyert |
| 2007 | American Music Awards             | Legjobb női Pop/Rock előadó                                      | Megnyert |
| 2008 | Grammy Awards                     | Legjobb női Pop előadás: "Big Girls Don't Cry"                   | Jelölés  |
| 2008 | People's Choice Awards            | Kedvenc női előadó                                               | Megnyert |
| 2008 | MuchMusic Video Awards            | Legjobb nemzetközi előadó videója                                | Megnyert |
| 2008 | Nickelodeon Kids' Choice Awards   | Kedvenc női előadó                                               | Megnyert |
| 2008 | Juno Awards                       | Legjobb nemzetközi album                                         | Megnyert |
| 2008 | ASCAP                             | Az év dala: "Big Girls Don't Cry"                                | Megnyert |
| 2008 | MTV Video Music Awards Japan      | Legjobb női videó: "Big Girls Don't Cry"                         | Megnyert |
| 2008 | MTV Asia Awards                   | Kedvenc nemzetközi előadó                                        | Jelölés  |
| 2008 | MTV Asia Awards                   | Legjobb videó: Clumsy"                                           | Jelölés  |
| 2009 | People's Choice Awards            | Kedvenc főcímdal: "Labels or Love"                               | Jelölés  |